# 唐·汤普森
唐·汤普森（英語：Don Thompson，1933年1月20日—2006年10月3日），英国男子田径运动员。他曾代表英国参加1956年、1960年和1964年夏季奥林匹克运动会田径比赛，其中1960年奥运会获得一枚金牌。